# 시모지정 (고치현)
시모지정(일본어: 下知町)은 일본 고치현 도사군에 설치되었던 정이다. 현재의 고치시 중심부의 동반에 해당한다.

## 역사
- 1889년 4월 1일 - 정촌제 시행에 의해 근세이후의 시모지촌이 단독으로 지자체를 형성하였다.
- 1916년 4월 1일 - 정으로 승격해 시모지정이 되었다.
- 1926년 1월 25일 - 고치시에 편입, 동일 시모지정은 폐지되었다.

## 교통

### 철도
- 도산전기철도
  - 고멘선

## 참고 문헌
- 角川日本地名大辞典編纂委員会,『角川日本地名大辞典 39 高知県』1983, 角川書店